# 范艾伦辐射带

范艾倫輻射帶的橫截面

范艾倫輻射帶（英語：Van Allen radiation belt）是一個高能帶電粒子的區域，其中大部分粒子來自太陽風，被行星的磁層捕獲並環繞在該行星周圍。地球有兩層這樣的環帶，並且有時可以臨時創建其它的。這些環帶是以詹姆斯·范·艾倫的名字命名，因為他被認為是它們的發現者。地球的兩條主要帶從高於表面大約海拔640至58,000 km（400至36,040 mi），在該區域中輻射水準變化。大多數形成輻射帶的粒子被認為是來自太陽風和其它宇宙射線的粒子。通過捕獲太陽風的帶電粒子，磁場使這些高能粒子偏轉，並保護大氣層免受破壞。
這些輻射帶位於地球磁場的內部區域。輻射帶捕獲的多半是高能電子和質子，其他核，如α粒子，則不那麼普遍。這些輻射帶危及衛星，如果它們在該區域附近花費大量時間，則必須對其敏感部件進行足够的遮罩保護。2013年，范艾倫探測器探測到第三個瞬態輻射帶，但該輻射帶持續了四星期。通過范艾倫帶的阿波羅太空人只受到了非常低且無害的輻射劑量。

## 發現
克里斯蒂安·伯克蘭、卡爾·斯特默、尼古拉斯·克裏斯托菲洛斯和恩裏科·梅迪（Enrico Medi）在太空時代之前就已經研究了捕獲帶電粒子的可能性。1958年初，探險家1號和探險家3號在愛荷華大學的詹姆斯·范·艾倫領導下證實了輻射帶的存在。後續由探險家4號、先鋒3號和月球1號繪製出被捕獲的輻射帶。
「范艾倫輻射帶」一詞專門指地球周圍的輻射帶；但是，在其他行星周圍也發現了類似的輻射帶。太陽因為缺乏穩定的全球偶極場，因此它不能長期的支持輻射帶。地球的大氣層將這些帶的粒子限制在200–1000公里（124–620英里）以上的區域，而輻射帶不會延伸超過8地球半徑 RE。輻射帶被限制延伸在天球赤道兩側約65°的體積內。

## 研究
1958年1月31日，美国第一颗人造卫星探险者一号升空，当升至800公里高空时，卫星上所载盖革计数器读数突然下降至0。到1958年3月26日探险者三号升空时，又发生了同样的情况。范艾伦认为，这是因为存在极大量的辐射导致计数器达到饱和而失灵造成的。因此，同年7月26日发射探险者四号时，他在计数器前端加入一小片薄铅以阻挡部分辐射。果然，新的卫星证实了他的猜测。

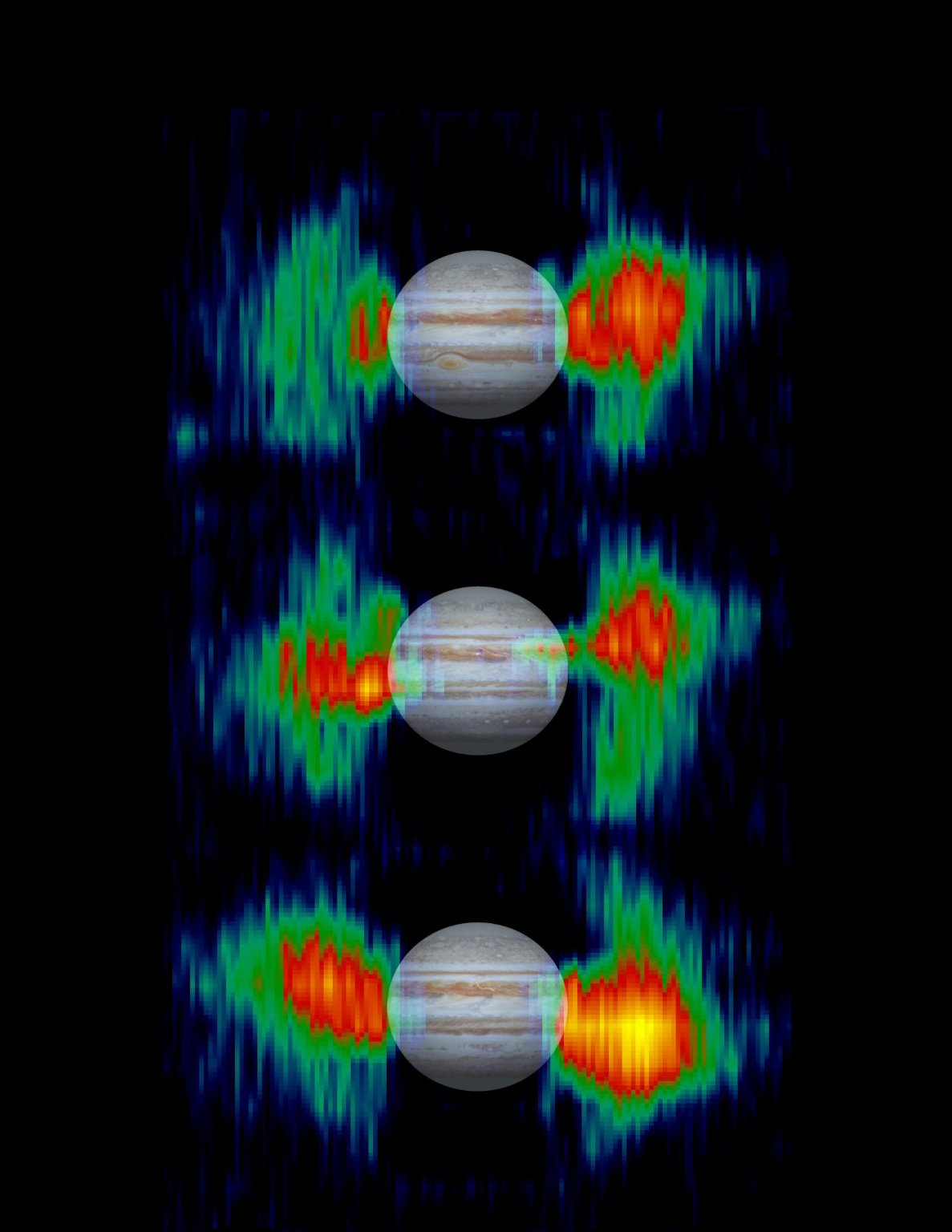
木星輻射帶的變化。

美國國家航空暨太空總署范艾倫探測器任務旨在瞭解（到可預測的程度）太空中相對論電子束和離子的數量是如何形成或變化的，以響應太陽活動和太陽風的變化。
美國國家航空暨太空總署高級概念研究所資助的研究提出了用磁勺收集地球范艾倫帶中自然存在的反物質，儘管據估計整個輻射帶中只存在約10微克的反質子。
范艾倫探測器任務於2012年8月30日成功發射。主要任務計畫持續兩年，消耗品預計持續四年。這些探測器在2019年燃料耗盡後停用，預計將在2030年代脫軌。NASA的戈達德太空飛行中心管理著與恒星共存計畫，范艾倫探測器是該計畫的一個項目，還有太陽動力學天文台（SDO）。應用物理實驗室負責范艾倫探測器的實施和儀器管理。
太陽系中其它行星和衛星周圍存在輻射帶，因為它們有磁場足以維持這些輻射帶。到目前為止，對這些輻射帶中的大多數繪製仍很貧乏。航海家計畫（即航海家2號）只是名義上證實了天王星和海王星周圍存在類似的輻射帶。
磁暴可以導致電子密度相對較快地增加或减少（即大約一天或更短時間）。較長的時間尺度過程决定了輻射帶的整體配置。在電子注入增加電子密度之後，經常觀察到電子密度呈指數衰减。這些衰變時間常數被稱為「壽命」。范艾倫探測器B的磁性電子離子光譜儀（MagEIS）的量測結果顯示，內輻射帶中的電子壽命很長（即超過100天）；在輻射帶之間的「縫隙」中觀察到大約一到兩天的短電子壽命；並且在外輻射帶中發現電子依據能量約5到20天的壽命。

## 內輻射帶

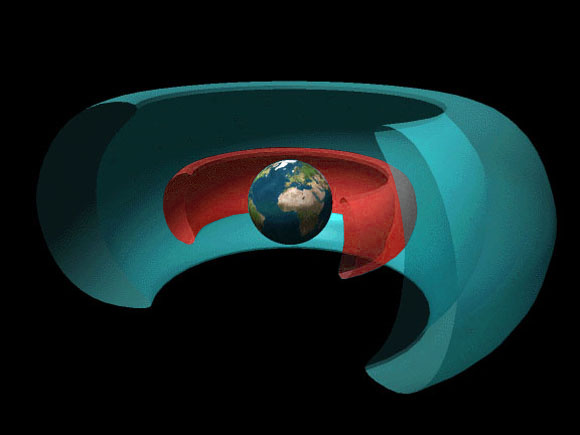
地球周圍兩個輻射帶的剖面圖：內輻射帶（紅色）由質子主導，外輻射帶（藍色）由電子主導。 圖片來源：NASA

內范艾倫輻射帶通常在地球上空從0.2到2個地球半徑的高度延伸（L-值從1.2 to 3）或1,000 km（620 mi）至12,000 km（7,500 mi）。在某些情况下，當太陽活動較强或在南大西洋異常區等地理區域時，內輻射帶的邊界可能會下降到地球上空大約200公里。內輻射帶包含數百keV範圍內的高濃度電子和能量超過100MeV的高能質子，這些質子被該區域中相對較强的磁場（與外帶相比）捕獲。
據信，在內輻射帶的較低高度中，能量超過50MeV的質子是宇宙射線與高層大氣核碰撞產生中子β衰變的結果。由於磁暴期間磁場的變化，低能量質子的來源被認為是質子擴散。
由於這些帶與地球幾何中心的輕微偏移，內范艾倫帶在南大西洋異常區處最接近地表。
2014年3月，范艾倫探測器上的輻射帶風暴探測器離子成分實驗（RBSPICE）在輻射帶中觀察到類似「斑馬條紋」的圖案。2014年提出的最初理論是，由於地球磁場軸的傾斜，行星的旋轉產生了一個振盪的弱電場，滲透到整個內輻射帶。2016年的一項研究得出結論，斑馬條紋是電離層發電機區的電離層風在輻射帶上的印記。

## 外輻射帶

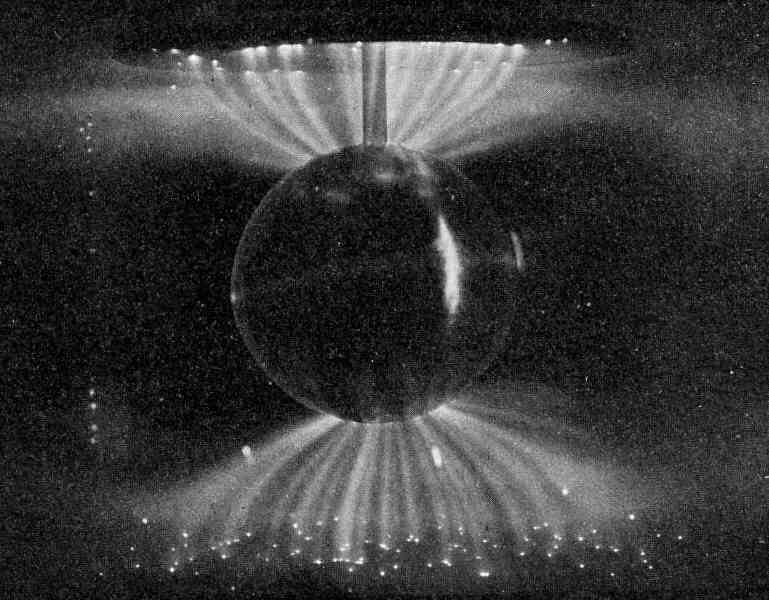
范艾倫帶對太陽風影響的實驗室類比；這些類似極光的白克蘭電流是由科學家克里斯蒂安·伯克蘭在他的地球儀中創造的，這是一個在真空室中的磁化陽極地球儀。

外輻射帶主要由地球磁層捕獲的高能（0.1–10MeV）電子組成。因為它更容易受到太陽活動的影響，因此比內輻射帶更容易變化。它的形狀幾乎是環面，從3個地球半徑的高度開始，一直延伸到地球表面以上的10個地球半徑（RE）-13,000至60,000（8,100至37,300英里）。它的最大强度通常在4到5RE左右。外輻射帶的電子輻射主要由向內的徑向擴散產生和局部加速度產生。由於能量從哨聲模式的電漿波轉移到輻射帶電子。輻射帶電子也通過與地球大氣層的碰撞而不斷被移除，損失及向外的徑向擴散至磁層頂。高能質子的迴旋半徑將足够大，使它們與地球大氣層接觸。在這個帶內，電子具有很高的通量，在外邊緣（靠近磁層頂），地磁場線通向地磁尾，高能電子的通量可以下降到大約100 km（62 mi）內的低行星際水準：減少1,000倍。
2014年，人們發現外輻射帶的內緣具有非常尖銳的躍遷特徵，在躍遷之下，低於高度相對論性的電子（>5MeV）無法穿透。這種類似盾牌行為的原因尚不清楚。
外輻射帶捕獲的粒子數是多變的，包含電子和各種離子。大多數離子以高能質子的形式存在，但一定比例是α粒子和O+氧離子：類似於電離層中的氧離子，但能量更高。這種離子混合物表明環流粒子可能來自多個來源。
外輻射帶比內輻射帶大，其粒子數波動也較大。高能（輻射）粒子通量可以因應磁暴而急劇增加和减少，而磁暴本身是由太陽產生的磁場和电漿擾動觸發的。這些增加是由於與風暴有關的注入和來自磁層尾部的粒子加速。外輻射帶粒子群變異性的另一個原因是雙流不穩定性#波粒相互作用與在寬頻率範圍內的各種電漿波。
在2013年2月28日，據報導，發現了第三條輻射帶：由高能超相對論極限帶電粒子組成。在美國國家航空暨太空總署范艾倫探測器團隊的新聞發佈會上，有人說這第三條帶是太陽日冕巨量噴發的產物。它被表現為一個單獨的創造物，它在外輻射帶的外側，像從外輻射帶分裂出的刀一樣，作為粒子的儲存容器單獨存在一個月的時間，然後再次與外輻射帶合併。
第三個瞬態帶的異常穩定性被解釋為由於超相對論粒子從第二個傳統外輻射帶溢出時被地球磁場「捕獲」。雖然在一天內形成和消失的外部區域由於與大氣的相互作用而變化很大，但第三輻射帶的超相對論性粒子，因為它們的能量太大，無法與低緯度的大氣波相互作用，因此被認為不會散射到大氣中。 這種散射和陷阱的缺失使它們能夠持續很長時間，最終只被不尋常的事件破壞，例如來自太陽的衝擊波。

## 通量值
在輻射帶中，在給定的點，給定能量的粒子通量隨能量急劇下降。
在磁赤道處，能量超過5,000Kev（或5MeV）的電子，其全向通量範圍從每秒每平方釐米1.2×106（resp. 3.7×104）到9.4×109（resp. 2×107）顆粒。
質子帶包含的質子的動能範圍從約100keV，可以穿透0.6μm的鉛，到超過400Mev，可以穿透143mm的鉛。
大多數公佈的內輻射帶和外輻射帶通量值可能未顯示輻射帶中可能的最大可能通量密度。這種差異是有原因的：通量密度和峰值通量的位置是可變的，主要取決於太陽活動，並且帶有儀器即時觀測帶的太空探測器數量有限。地球沒有再經歷過卡林頓事件的強度和持續時間，而裝有適當儀器的太空探測器已經可用於觀察此類事件。
如果長時間暴露在輻射帶內，帶中的輻射水準將對人類造成危險。除了阿波羅14號任務的太空船穿過輻射帶的中心，阿波羅任務通過高速發送太空船穿過上述輻射帶的較薄區域，完全繞過內輻射帶，最大限度地減少了對太空人的危險。

通量值，正常太陽條件
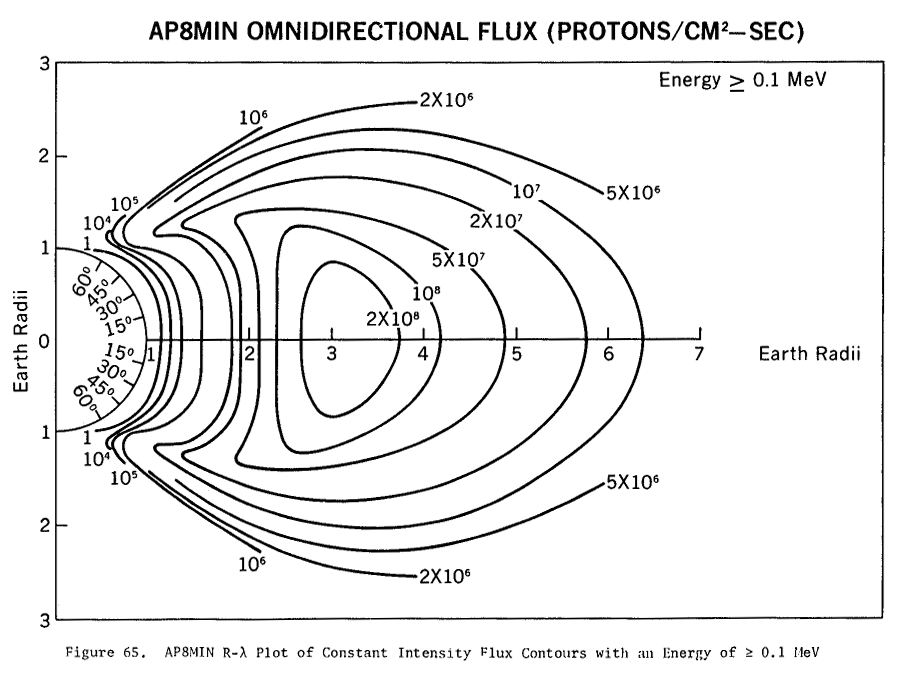
AP8 MIN omnidirectional proton flux ≥ 100 keV
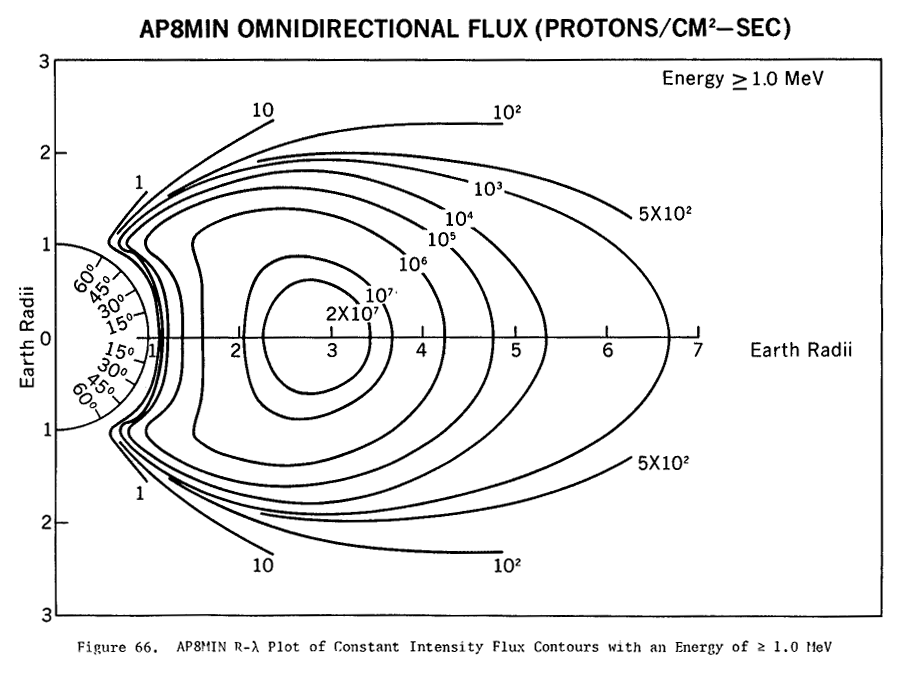
AP8 MIN omnidirectional proton flux ≥ 1 MeV
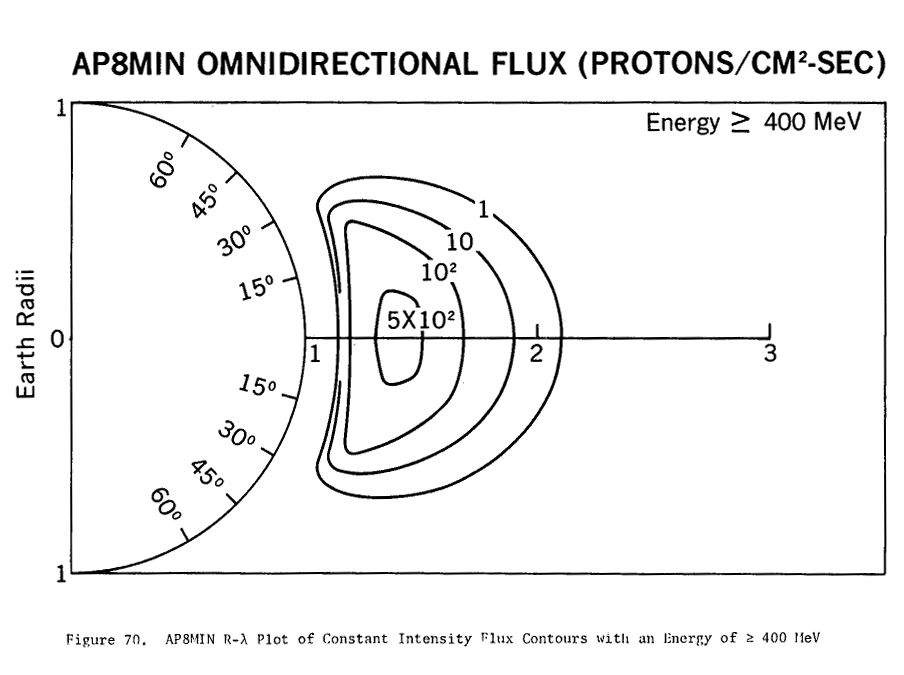
AP8 MIN omnidirectional proton flux ≥ 400 MeV

## 吸持反物質
2011年，一項研究證實了早先的猜測，即范艾倫帶可以吸持反粒子。反物質探索和光核天體物理學的有效載荷（PAMELA）實驗檢測到的反質子水準比通過南大西洋異常區時正常粒子衰變的預期水準高出幾個數量級。這表明范艾倫帶約束（限制）了地球高層大氣與宇宙射線相互作用產生的大量反質子通量。測量得到的反質子能量在60至750 MeV的範圍內。
由美國國家航空暨太空總署高級概念研究所資助的研究得出結論，利用這些反質子進行航太器推進是可行的。研究人員認為，這種方法比歐洲核子研究中心的反質子生成具有優勢，因為就地收集顆粒消除了運輸損失和成本。木星和土星也是可能的來源，但地球的輻射帶是生產力最高的。木星的生產力低於預期，因為其大部分大氣層的宇宙射線受到磁遮罩。在2019年，CMS（Compact Muon Solenoid）宣佈已經開始建造能夠收集這些粒子的設備。NASA將使用該設備收集這些粒子，並將它們運送到世界各地的研究所進行進一步檢查。這些所謂的「反物質容器」將來也可以用於工業目的。

## 對太空旅行的影響
在近地軌道以外飛行的太空船會進入範艾倫輻射帶的輻射區。除此之外，它們還面臨著來自宇宙射線和太陽質子事件的額外危險。在范艾倫帶內部和外部之間的空隙區域位於2至4個地球半徑處，有時被稱為「安全區」。
太陽能電池、集成電路和感測器可能會因輻射而損壞。磁暴偶爾也會損壞太空船上的電子設備。電子設備和邏輯電路的小型化和數位化使衛星更容易受到輻射損壞，因為現在這些電路中的總電荷足够小，可以與入射離子的電荷相媲美。衛星上的電子設備必須對輻射進行輻射硬化才能可靠運行。哈伯太空望遠鏡和其它衛星一樣，在穿過强輻射區域時，其感測器經常必須關閉。一顆在橢圓軌道上被3毫米鋁遮罩的衛星（200乘20,000英里（320乘32,190））通過輻射帶，每年將接收約2500侖目（25西弗；相比之下，全身劑量為5 S西弗是致命的。）。幾乎所有的輻射都是在通過內輻射帶時被接收。
阿波羅任務標誌著人類首次穿越范艾倫帶，這是任務規劃者已知的幾種輻射危害之一。由於在范艾倫帶上飛行的時間很短，太空人在這些輻射帶上的暴露量很低。
太空人的整體暴露實際上主要是來自地球磁場之外的太陽粒子。太空人接收的總輻射因任務而異，但測量值在0.16至1.14拉德（1.6至11.4毫戈雷）之間，遠低於由美國原子能委員會為從事放射性工作的人員設定的每年5侖目的標準（50毫西弗）。

## 成因
人們普遍認為，范艾倫輻射帶的內輻射帶和外輻射帶是由不同的過程產生的。內輻射帶主要由所謂的反照率中子衰變產生的高能質子組成，這些質子本身就是高層大氣中宇宙線碰撞的結果。外范艾倫帶主要由電子組成。它們在磁暴之後從地磁尾注入，隨後通過波粒相互作用獲得能量。
在內輻射帶中，來自太陽的粒子被困在地球磁場中。粒子沿著磁通量線螺旋，因為它們沿著這些線的「緯度」移動。當粒子向兩極移動時，磁力線密度增加，它們的「緯向」速度减慢並可以逆轉，使粒子偏轉回赤道區域，導致它們在地球兩極之間來回反彈。除了沿著通量線螺旋轉和移動之外，電子向東緩慢漂移，而質子向西漂移。
內輻射帶和外輻射帶之間的間隙有時被稱為「安全區」或「安全槽」，是中地球軌道的位置。這個間隙是由VLF無線電波引起的，它以粒子運動俯仰角散射粒子，從而向大氣中添加新的離子。太陽爆發也會將粒子傾倒到縫隙中，但這些粒子會在幾天內排出。VLF無線電波以前被認為是由輻射帶中的湍流產生的，但戈達德太空飛行中心的詹姆斯·L·格林最近的工作將Microlab 1太空船收集的閃電活動地圖與圖像 (太空船)太空船輻射帶間隙中的無線電波數據進行比較；研究結果表明，這些無線電波實際上是由地球大氣層內的閃電產生的。產生的無線電波以正確的角度撞擊電離層，使其只能在高緯度地區通過，因為高緯度地區的間隙下端接近高層大氣。這些結果仍在科學界爭論不休。

## 其他影響
影響哈伯望遠鏡的觀測，因為哈伯處在相對高的軌道，離地559公里來運行。因此，當哈伯通過南大西洋上空時必須暫時關閉觀測。因為范艾倫輻射帶剛好在這裡碰觸到地球的上層大氣，如果開啟觀測的話，可能會损坏哈伯的觀測元件。

## 移除建議
從范艾倫帶中排出帶電粒子將為衛星開闢新的軌道，並使太空人的旅行更加安全。
高壓軌道長拴繩（HiVOLT，High Voltage Orbiting Long Tether）是由俄羅斯物理學家瓦倫丁·丹尼洛夫提出的一個概念，並由羅伯特·P·霍伊特和Robert L.Forward進一步完善，用於排出和移除范艾倫輻射帶的輻射場that surround the Earth.。
另一個排放范艾倫帶的建議是將極低頻（VLF）無線電波從地面發射到范艾倫帶。
也有人提出要排空其它行星周圍的輻射帶，例如，在探索歐羅巴之前，該衛星在木星的輻射帶內運行。
截至2014年，尚不確定移除這些輻射帶是否會產生任何意外後果或負面影響。

## 註解
1. ↑  Orbital periods and speeds are calculated using the relations 4π2R3 = T2GM and V2R = GM, where R is the radius of orbit in metres; T is the orbital period in seconds; V is the orbital speed in m/s; G is the gravitational constant, approximately 6.673×10−11 Nm2/kg2; M is the mass of Earth, approximately 5.98×1024（1.318×1025磅）.
2. ↑  Approximately 8.6 times (in radius and length) when the Moon is nearest (that is, 363,104 km/42,164 km), to 9.6 times when the Moon is farthest (that is, 405,696 km/42,164 km).
3. ↑  對於β、γ和x射線，以拉德為吸收劑量的單位，等於以「侖目」為單位的等效劑量

## 引文
1. 1 2  . Victoria Advocate ((Texas)). Associated Press. December 28, 1958: 1A  [2023-04-29]. （原始内容存档于2022-11-18）.
2. ↑  Zell, Holly. . NASA/Goddard Space Flight Center. February 12, 2015  [2017-06-04]. （原始内容存档于2020-03-06）.
3. 1 2  . HowStuffWorks. Silver Spring, MD: Discovery Communications, Inc. 2009-04-23  [2011-06-05]. （原始内容存档于2019-04-26）.
4. ↑  Phillips, Tony (编). . Science@NASA. NASA. February 28, 2013  [2013-04-05]. （原始内容存档于2019-12-07）.
5. 1 2 3  . 7 January 2019  [2023-05-04]. （原始内容存档于2021-04-20）.
6. 1 2  Woods, W. David. . New York: Springer-Verlag. 2008: 109. ISBN 978-0-387-71675-6.
7. ↑  Stern, David P.; Peredo, Mauricio. . The Exploration of the Earth's Magnetosphere. NASA/GSFC.   [2009-04-28]. （原始内容存档于2019-12-25）.
8. 1 2 3  Walt, Martin. . Cambridge; New York: Cambridge University Press. 2005 [Originally published 1994]. ISBN 978-0-521-61611-9. LCCN 2006272610. OCLC 63270281.
9. ↑  Bickford, James.  (PDF). NASA/NIAC.   [2008-05-24]. （原始内容存档 (PDF)于2008-07-23）.
10. ↑  Zell, Holly (编). . NASA. August 30, 2012  [2012-09-02]. （原始内容存档于2019-12-14）.
11. ↑  . The Van Allen Probes Web Site. The Johns Hopkins University Applied Physics Laboratory. January 2010  [2013-09-27]. （原始内容存档于2012-07-24）.
12. ↑  Claudepierre, S. G.; Ma, Q.; Bortnik, J.; O'Brien, T. P.; Fennell, J. F.; Blake, J. B. . Geophysical Research Letters. 2020, 47 (3): e2019GL086053. Bibcode:2020GeoRL..4786053C. PMC 7375131 . PMID 32713975. doi:10.1029/2019GL086053.
13. ↑  Ganushkina, N. Yu; Dandouras, I.; Shprits, Y. Y.; Cao, J.  (PDF). Journal of Geophysical Research. 2011, 116 (A9): n/a. Bibcode:2011JGRA..116.9234G. doi:10.1029/2010JA016376 . hdl:2027.42/95464.
14. ↑   (PDF). ESA Requirements and Standards Division. November 15, 2008  [2013-09-27]. （原始内容 (PDF)存档于2013-12-09）.
15. ↑  Gusev, A. A.; Pugacheva, G. I.; Jayanthi, U. B.; Schuch, N. . Brazilian Journal of Physics. 2003, 33 (4): 775–781. Bibcode:2003BrJPh..33..775G. doi:10.1590/S0103-97332003000400029 .
16. ↑  Tascione, Thomas F.  2nd. Malabar, FL: Krieger Publishing Co. 2004. ISBN 978-0-89464-044-5. LCCN 93036569. OCLC 28926928.
17. 1 2  . NASA/GSFC.   [2011-05-25]. （原始内容存档于2019-12-20）.
18. ↑  Underwood, C.; Brock, D.; Williams, P.; Kim, S.; Dilão, R.; Ribeiro Santos, P.; Brito, M.; Dyer, C.; Sims, A. . IEEE Transactions on Nuclear Science. December 1994, 41 (6): 2353–2360. Bibcode:1994ITNS...41.2353U. doi:10.1109/23.340587.
19. ↑  . Universe Today. 2014-03-19  [20 March 2014]. （原始内容存档于2023-05-07）.
20. ↑  Lejosne, S.; Roederer, J.G. . Journal of Geophysical Research. 2016, 121 (1): 507–518. Bibcode:2016JGRA..121..507L. doi:10.1002/2015JA021925 .
21. ↑  Elkington, S. R.; Hudson, M. K.; Chan, A. A. . . Washington, D.C.: American Geophysical Union. May 2001. Bibcode:2001AGUSM..SM32C04E.
22. ↑  Shprits, Y. Y.; Thorne, R. M. . Geophysical Research Letters. 2004, 31 (8): L08805. Bibcode:2004GeoRL..31.8805S. doi:10.1029/2004GL019591 .
23. 1 2  Horne, Richard B.; Thorne, Richard M.; Shprits, Yuri Y.;  et al. . Nature. 2005, 437 (7056): 227–230. Bibcode:2005Natur.437..227H. PMID 16148927. S2CID 1530882. doi:10.1038/nature03939.
24. ↑  D. N. Baker; A. N. Jaynes; V. C. Hoxie; R. M. Thorne; J. C. Foster; X. Li; J. F. Fennell; J. R. Wygant; S. G. Kanekal; P. J. Erickson; W. Kurth; W. Li; Q. Ma; Q. Schiller; L. Blum; D. M. Malaspina; A. Gerrard & L. J. Lanzerotti. . Nature. 27 November 2014, 515 (7528): 531–534. Bibcode:2014Natur.515..531B. PMID 25428500. S2CID 205241480. doi:10.1038/nature13956.
25. ↑  Pokhotelov, D.; Lefeuvre, F.; Horne, R.B.; Cornilleau-Wehrlin, N. . Annales Geophysicae. 2008, 26 (11): 3269–3277. S2CID 122756498. doi:10.5194/angeo-26-3269-2008.
26. ↑  YouTube上的NASA's Van Allen Probes Discover Third Radiation Belt Around Earth
27. ↑  Shprits, Yuri Y.; Subbotin, Dimitriy; Drozdov, Alexander;  et al. . Nature Physics. 2013, 9 (11): 699–703. Bibcode:2013NatPh...9..699S. doi:10.1038/nphys2760 .
28. ↑  Hess, Wilmot N. . Waltham, MA: Blaisdell Pub. Co. 1968. LCCN 67019536. OCLC 712421.
29. ↑  Modisette, Jerry L.; Lopez, Manuel D.; Snyder, Joseph W. . AIAA 7th Aerospace Sciences Meeting. New York. January 20–22, 1969. doi:10.2514/6.1969-19. AIAA Paper No. 69-19.
30. ↑  . www.hq.nasa.gov.   [2019-08-07]. （原始内容存档于2022-05-26）.
31. ↑  Adriani, O.; Barbarino, G. C.; Bazilevskaya, G. A.;  et al. . The Astrophysical Journal Letters. 2011, 737 (2): L29. Bibcode:2011ApJ...737L..29A. arXiv:1107.4882 . doi:10.1088/2041-8205/737/2/L29.
32. ↑  James Bickford, Extraction of Antiparticles Concentrated in Planetary Magnetic Fields, NIAC phase II report, Draper Laboratory, August 2007.
33. ↑  . NASA/GSFC. 15 December 2004  [2009-04-27]. （原始内容存档于2016-01-13）.
34. ↑  Weintraub, Rachel A. . NASA/GSFC. December 15, 2004  [2009-04-27]. （原始内容存档于2016-05-07）.
35. ↑  Weaver, Donna.  (新闻稿). Baltimore, MD: Space Telescope Science Institute. July 18, 1996  [2009-01-25]. STScI-1996-25. （原始内容存档于2016-06-25）.
36. ↑  Ptak, Andy. . NASA/GSFC. 1997  [2006-06-11]. （原始内容存档于2014-10-10）.
37. 1 2  Bailey, J. Vernon. . Biomedical Results of Apollo.   [2011-06-13]. （原始内容存档于2011-06-04）.
38. ↑  Stern, David P.; Peredo, Mauricio. . The Exploration of the Earth's Magnetosphere. NASA / Goddard Space Flight Center.   [2013-09-27]. （原始内容存档于2013-08-15）.
39. 1 2  Charles Q. Choi.
"Hacking the Van Allen Belts" （页面存档备份，存于）.
2014.
40. ↑  .   [2013-09-27]. （原始内容存档于2013-06-13）.
41. ↑  Mirnov, Vladimir; Üçer, Defne; Danilov, Valentin. . APS Division of Plasma Physics Meeting Abstracts. November 10–15, 1996, 38: 7. Bibcode:1996APS..DPP..7E06M. OCLC 205379064. Abstract #7E.06.
42. ↑  Saswato R. Das.
"Military Experiments Target the Van Allen Belts" （页面存档备份，存于）.
2007.
43. ↑  "NASA Finds Lightning Clears Safe Zone in Earth's Radiation Belt" （页面存档备份，存于）. NASA, 2005.

## 其它來源
- Adams, L.; Daly, E. J.; Harboe-Sorensen, R.; Holmes-Siedle, A. G.; Ward, A. K.; Bull, R. A. . IEEE Transactions on Nuclear Science. December 1991, 38 (6): 1686–1692. Bibcode:1991ITNS...38.1686A. OCLC 4632198117. doi:10.1109/23.124163.
- Holmes-Siedle, Andrew; Adams, Len.  2nd. Oxford; New York: Oxford University Press. 2002. ISBN 978-0-19-850733-8. LCCN 2001053096. OCLC 47930537.
- Shprits, Yuri Y.; Elkington, Scott R.; Meredith, Nigel P.; Subbotin, Dmitriy A. . Journal of Atmospheric and Solar-Terrestrial Physics. November 2008, 70 (14). Part I: Radial transport, pp. 1679–1693, doi:10.1016/j.jastp.2008.06.008; Part II: Local acceleration and loss, pp. 1694–1713, doi:10.1016/j.jastp.2008.06.014.

## 外部連結
- An explanation of the belts （页面存档备份，存于） by David P. Stern and Mauricio Peredo
- Background: Trapped particle radiation models （页面存档备份，存于）—Introduction to the trapped radiation belts by SPENVIS
- SPENVIS—Space Environment, Effects, and Education System （页面存档备份，存于）—Gateway to the SPENVIS orbital dose calculation software
- The Van Allen Probes Web Site （页面存档备份，存于） Johns Hopkins University Applied Physics Laboratory